# 所羅門群島地理

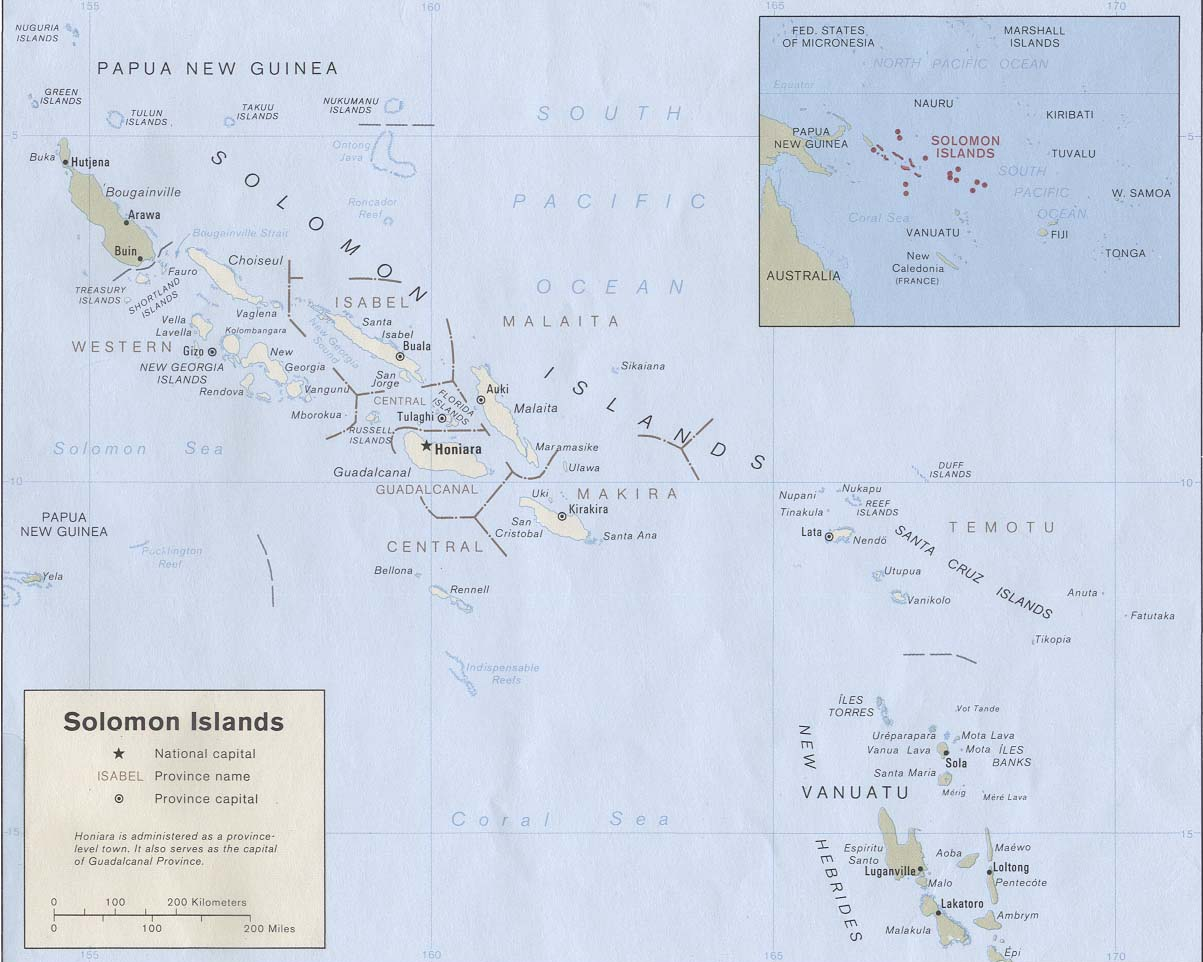
所羅門群島地圖

所羅門群島是一個南太平洋島國，地處巴布亞新幾內亞的東側。所羅門群島最西端和最東端的距離約有1,500 km（930 mi），土地面積28,896 km2（11,157 sq mi）。所羅門群島的專屬經濟區面積有1,589,477 km2（613,701 sq mi），排名世界第22位。布干维尔在地理上是所羅門群島的一部分，但在政治上屬於巴布亞新幾內亞。
所羅門群島面積較大的島嶼大多是火山島，面積較小的島嶼則多是珊瑚島。
所羅門群島的氣候屬於熱帶氣候，11月至3月是雨季，4月至10月則是旱季。